# 乔德雷尔生理学教授
乔德雷尔生理学教授（英語：或）是伦敦大学学院的一个教授讲席，原称解剖学和生理学教授（英語：Professors of Anatomy and Physiology），1873年受慈善家托马斯·乔德雷尔·菲利普斯·乔德雷尔赞助改为现名。

## 解剖学和生理学教授
- 1831-36 琼斯·奎恩
- 1836-74 威廉·沙培

## 乔德雷尔生理学教授
- 1874-82 约翰·伯顿-桑德森[2]
- 1883-99 爱德华·沙佩-谢弗[3][4]
- 1899-23 恩斯特·斯他林 [4][5][6]
- 1923-25 阿奇博爾德·希爾 [7][8]
- 1926-49 查尔斯·洛瓦特·埃文斯 [7][9] [8]
- 1949-60 乔治·林多尔·布朗 [7][10]
- 1960-69 安德魯·赫胥黎爵士[11][12]
- 1969-79 Douglas Robert Wilkie
- 1979-95 Tim Biscoe [13][14]
- 1995- 戴维·阿特维尔[15]